# Saint Elmo
Pour les articles homonymes, voir Saint-Elme, San Telmo et Elmo (homonymie).
Saint Elmo est l’une des 250 villes fantômes répertoriées dans le Colorado aux États-Unis. Elle est située à l’ouest de Buena Vista. 
Fondée en 1878 à la suite de la découverte de gisements d'or et d'argent elle fut construite en pleine forêt et fut donc naturellement d’abord appelée Forrest City, mais une ville en Californie portant déjà ce nom, elle fut rebaptisée Saint Elmo. 
Dans les années  1880, elle accueillait plus de 2 000 habitants, dont une majorité d'hommes. C'est ainsi qu'on y construisit des saloons, un dancing, mais également un tribunal. La population diminua drastiquement dans les années 1920 à la suite du déclin de l'activité minière. Même si elle est actuellement toujours habitée, la ville est considérée comme une ville fantôme dont beaucoup de bâtiments sont encore intacts bien qu'un incendie en détruisît plusieurs, dont l'hôtel de ville, en 2002.